# Tearaway
Tearaway est un jeu vidéo d'action et de plates-formes développé par Media Molecule et édité par Sony Computer Entertainment. Il a été annoncé à la gamescom le 15 août 2012 et est sorti le 22 novembre 2013 sur PlayStation Vita.
Un remake intitulé Tearaway Unfolded est sorti le 8 septembre 2015 sur PlayStation 4.

## Synopsis
L'histoire de Tearaway est celle d'un messager qui a pour mission de délivrer un message unique au joueur. Au début du jeu, le joueur peut choisir le personnage masculin, Iota, ou féminin, Atoi.

## Système de jeu
Tearaway est un jeu d'aventure à la troisième personne qui utilise la quasi-totalité des fonctionnalités de la PlayStation Vita. Dans un exemple démontré dans le trailer du jeu, le joueur rencontre un élan qui a besoin d'une nouvelle peau. Le joueur est en mesure de prendre une photo en utilisant l'appareil photo de la PS Vita et la photo s'applique à l'animal en papier. Dans une démo jouable à la Gamescom, Media Molecule a montré comment le joueur serait également en mesure d'utiliser le pad tactile arrière de la PS Vita pour faire jaillir leurs doigts du sol pour interagir avec les ennemis et l'environnement. Dans une autre partie de la démo, le joueur tire sur l'écran tactile avec le doigt pour découper une couronne de papier.Vous pouvez utilisez vos propres décorations pour améliorer votre personnage et tous les PNJ qui vous le demanderont.

## Accueil
- Canard PC : 8/10 (Unfolded)[5]
- Destructoid : 10/10[6]
- Edge 9/10[7]
- Eurogamer : 8/10[8]
- Gamekult : 9/10[9] - 8/10 (Unfolded)[10]
- GameSpot : 8/10[11]
- IGN : 9,3/10[12]
- Jeuxvideo.com : 18/20[13] - 18/20 (Unfolded)[14]